# Zarzuela del Monte (Madrid)
Zarzuela del Monte es un despoblado español del municipio de Ribatejada, perteneciente a la Comunidad de Madrid.

## Historia
Hacia mediados del siglo XIX, el lugar, por entonces perteneciente al municipio de Valdeolmos, tenía contabilizada una población de cuatro habitantes. Aparece descrito en el decimosexto y último volumen del Diccionario geográfico-estadístico-histórico de España y sus posesiones de Ultramar de Pascual Madoz con las siguientes palabras:

ZARZUELA DEL MONTE: desp. en la prov. de Madrid, part. jud. de Alcalá de Henares, térm. de Val de Olmos; hay en el una casa de labor con su oratorio. pobl.: 1 vec., 4 alm. cap. prod.: 615,520 rs. imp.: 29,543. contr. 9'65 por 100.
(Madoz, 1850, p. 663)

En la actualidad, pertenece al municipio de Ribatejada. En 2023, la entidad singular de población no tenía empadronado ningún habitante.